# لاري فيليبس
لاري فيليبس (بالإنجليزية: Larry Phillips)‏ هو محامي وسياسي أمريكي، ولد في 5 أبريل 1966. حزبياً، نشط في الحزب الجمهوري. وقد انتخب عضو مجلس نواب تكساس.